# 佐藤清文
佐藤 清文（さとう せいぶん、1966年2月12日 - ）は日本の文芸批評家。ローマ字表記はSeibun Satow。岩手県北上市出身。
国際基督教大学教養学部教育学科卒業、同大学院教育学研究科修了。

## 著作
- 「まだ見ぬ田中康夫のために」、『文藝別冊 田中康夫』、河出書房新社、2001年
- 「同時代的時点─小林多喜二の『蟹工船』」、『北の文学』第57号、岩手日報社、2008年
- 『文芸批評家石橋湛山』BookSpace 、2017年

## 出演
ラジオ
- BATTLE TALK RADIO アクセス(2010年1月25日、TBSラジオ)